# رسانه نوا
رسانه نوا یک وبگاه فارسی در حوزه موسیقی و سرگرمی در ایران است.
این وبسایت رسانه‌ای با مجوز دفتر مطبوعات وزارت فرهنگ و ارشاد اسلامی از سال ۱۳۹۴ ه‍.ش فعالیت خود را به صورت رسمی آغاز کرد. همچنین نخستین رسانه موسیقی با مجوز رسمی از سازمان تنظیم مقررات صوت و تصویر فراگیرِ صدا و سیمای جمهوری اسلامی ایران است.
هیئت داوران «جایزه باربد» در سی و سومین جشنواره موسیقی فجر، عنوان بهترین رسانه سال ۱۳۹۶ ه‍.ش را به سایت موسیقی نوا اهدا کرد.
ویدیوی تولیدی رسانه نوا به مناسبت تولد محمدرضا شجریان با بازدید یک میلیونی مواجه شد.
رسانه نوا در سال‌های ۱۳۹۵ و ۱۳۹۶ نیز نامزد دریافت جایزه جشنواره وب و موبایل ایران بوده‌است.